# Eudemo o sull'anima
Eudemo o sull'anima è un dialogo perduto di Aristotele, di cui restano solo frammenti.

## Struttura
Nei "cataloghi" degli scritti aristotelici ritrovati in Diogene Laerzio ed Esichio, tra le prime opere è elencata una composizione intitolata Sull'anima in un libro. Modellato sugli scritti di Platone, quest'opera, che pare portasse anche il sottotitolo Eudemo, era un dialogo. È lecito supporre, dal titolo, che fosse dedicato alla memoria di Eudemo di Cipro, amico personale e "compagno di classe" di Aristotele nell'Accademia platonica.
Secondo Cicerone(che probabilmente cita da quest'opera), Eudemo di Cipro viaggiò una volta dalla Macedonia alla città di Fere in Tessaglia che a quel tempo era governata dal tiranno Alessandro (di Fere). Qui Eudemo si ammalò gravemente ed anche i medici rinunciarono ad ogni speranza di salvargli la vita. In sogno Eudemo ebbe un'apparizione che gli diceva che sarebbe guarito entro pochi giorni, che Alessandro sarebbe morto di lì a pochi giorni, e che lui sarebbe tornato in patria entro cinque anni. I primi due "messaggi" effettivamente si avverarono: Eudemo si riprese inaspettatamente e Alessandro fu ucciso. Cinque anni dopo Eudemo, che aveva sperato che questa volta sarebbe tornato a Cipro, morì in battaglia vicino a Siracusa. Quindi il sogno non significava che Eudemo sarebbe tornato nella terra natale, ma che sarebbe morto entro cinque anni: lasciando il corpo, l'anima di Eudemo sarebbe ritornata alla sua dimora "celeste".
Il resoconto ciceroniano fornisce anche alcune indicazioni circa la tesi principale e quella filosofica del dialogo. Un argomento importante sembra essere stato il problema sull'attendibilità dei sogni o delle apparizioni. Aristotele, a quanto pare, indica qui la sua convinzione che i messaggi che Eudemo aveva ricevuto nei suoi sogni o mentre era sulla soglia della morte fossero destinati a verificarsi in futuro, un tema che tratta anche lui, però per uno scopo completamente diverso, in un frammento solitamente attribuito al Sulla filosofia. Questa visione, che tocca la relazione dell'anima al corpo, la proclama ogni volta che il corpo è addormentato o prossimo alla morte, cioè vicino a una "separazione" o, come nel caso del sonno, in uno stato di “semiseparazione”, in cui l'anima è in grado di prevedere eventi futuri. Ciò, a sua volta, implica che nell'Eudemo (e nel Sulla Filosofia) Aristotele aderisce ad una dottrina "platonica" dell'anima che differisce notevolmente da quella avanzata nel De Anima. Per dirla più sinteticamente, nel dialogo Aristotele suggerisce la "sostanzialità" dell'anima individuale.
Un altro tema è quello della morte come liberazione dai mali della vitaː visto che probabilmente il dialogo voleva essere anche una consolatio mortis, non è sorprendente che esalti la morte come un incidente desiderabile, paragonabile al gioioso ritorno dell'esilio o alla felice fuga dalla prigionia. L'ipotesi che l'Eudemo contenesse anche elementi di una consolatio mortis riceve ulteriore supporto dalla pseudoplutarchea Consolatio ad Apollonium, dove viene detto che la vita non è che un periodo prolungato di tortura, e che nascere non segna che l'inizio di un percorso ininterrotto di calamità. Le argomentazioni dell'autore, che sono generalmente credute essere basate sul dialogo di Aristotele, tuttavia, hanno una portata diversa da quella dell'Eudemo, che, comunque, era un elogio.

## Conservazione
L'Eudemo o sull'anima, come le altre opere o dialoghi essoterici del primo Aristotele, con ogni probabilità andò progressivamente perduto quando, a causa della riscoperta delle opere esoteriche o “dottrinarie" di Aristotele durante l'ultima parte del I secolo a.C. (grazie ad Apellicone di Teo, Tirannione di Amiso e Andronico di Rodi), l'interesse per l'opera dello Stagirita si spostò improvvisamente verso le opere "dogmatiche", successivamente conosciute come il tradizionale Corpus Aristotelicum, a scapito degli scritti pubblici, progressivamente trascurati e ignorati dai copisti e, come risultato di questa negligenza, andarono perduti.